# لاک‌پشت هرمان
لاک‌پشت هرمان (نام علمی: Testudo hermanni) نام یک گونه از تیره لاک‌پشت زمینی است.